# William Dobbie
Sir William George Shedden Dobbie, GCMG, KCB, DSO, född 12 juli 1879, död 1964, var en brittisk general under andra världskriget. Dobbie kommenderades in i Royal Engineers och tjänstgjorde som militärguvernör på Malta under andra världskriget. Dobbie var medlem i det protestantiska Plymouthbröderna och var en veteran från andra boerkriget och första världskriget. Han var också den före detta kommendanten vid Royal School of Military Engineering.
Han var General Officer Commanding i Malaya mellan 1935 och 1939. Han har kritiserats för sitt religiösa synsätt på ledarskap och för vad kritiker menade var ett oacceptabelt försenande av byggandet av skyddsrum, genomförandet av matransonering samt skapandet av ett effektivt civilförsvarssystem.